# Loket, Sokolov
Loket là một thị trấn thuộc huyện Sokolov, vùng Karlovarský, Cộng hòa Séc.